# Novotinea albarracinella
Novotinea albarracinella är en fjärilsart som beskrevs av Petersen 1967. Novotinea albarracinella ingår i släktet Novotinea och familjen äkta malar.
Artens utbredningsområde är Spanien. Inga underarter finns listade i Catalogue of Life.